# Te de roca
El te de roca, te roquer o te d'Aragó (Chiliadenus glutinosus, antigament Jasonia glutinosa) és una planta herbàcia, aromàtica, de la família de les asteràcies o compostes de tacte viscós. La trobem majoritàriament a l'Europa mediterrània i al nord d'Àfrica. A Espanya creix especialment al sud de Catalunya, a les muntanyes calcàries i de conglomerat al Prepirineu i al País Valencià. També la podem anomenar te de serra, te bord o te de muntanya.

## Aspectes generals

### Hàbitat
Creix en les esquerdes de les roques calcàries de tot el Pirineu, fins a la vall del Roncal (Navarra); a les muntanyes de la major part de Catalunya, d'Aragó, Navarra i Castella i Lleó, i pel País Valencià i Castella - la Manxa fins a les serres d'Andalusia. A les Balears només es troba a Mallorca. La podem trobar des del nivell del mar, per exemple, a les Costes del Garraf i als voltants de Tortosa, a Catalunya, fins a 1000 m als Pirineus.

### Distribució mundial
La trobem a l'Europa Mediterrània i al nord d'Àfrica. Viu al sud de França, Sicília, Malta i al Marroc.

### Noms populars
- Català: te de roca, te roquer, te bord, te de serra, te de muntanya, te de penya, te de roc, àrnica.

### Etimologia
El seu nom científic Jasonia glutinosa es refereix precisament al caràcter enganxifós, glutinós de la seva tija. El nom Chiliadenus saxatilis fa al·lusió a què viu a les roques.

### Forma vital (de Raunkjaer)
Hemicriptòfit (els meristemes es troben just arran de terra en l'estació desfavorable, com per exemple passa amb la ceba o l'all).
Planta vivaç.

## Morfologia
És una planta herbàcia erecta, sovint pluricaule, glabrescent o laxament pubescent-glandulosa, de fins a 30 cm d'alçada.
Arrel axonomorfa amb una tija hipogea, més concretament parlem de rizoma tuberós, de color vermellós, més o menys lignificada per la base, ramificada discretament a la summitat. Les fulles de la tija principal són herbàcies, de color verd pàl·lid, fan 3-6x0,2-0,6 cm, patents, més o menys reflexes, subobtuses, generalment amb l'amplada màxima a la meitat superior, sèssils, de forma linear-lanceolades, llargament atenuades per la base, amb els marges enters, i cobertes per ambdues cares de pubescència. N'hi ha de tres tipus: en forma de tricomes llargs, d'uns 4mm de llarg, fins i de color blanc; en forma de tricomes atapeïts i en forma de tricomes curts glandulosos responsables de la secreció del líquid enganxós que caracteritza el tacte de la planta.
Les inflorescències són de tipus capítol de 15-20mm amb nombroses flors grogues, perifèriques ligulades, hermafrodites i tubuloses. Externament el capítol floral està delimitat per una o més fileres de bràctees, formant un involucre, que protegeix les flors quan el capítol està encara tancat, amb l'àpex recorbat, i les interiors són glanduloses, no ciliades. La corol·la formada per 5 pètals és de tipus actinomorfa i de color groc. L'ovari és ínfer, pilós amb abundants tricomes secretors, dins del qual es desenvoluparà un sol primordi seminal, donant lloc a un fruit en aqueni. El gineceu és bicarpel·lar cenocàrpic. L'androceu està format per 5 estams singenèsics. Els fruits són uns aquenis pilosos, no glandulosos amb un doble vilà plomós de color pàl·lid.
Té espècies relacionades, com Jasonia tuberosa. A diferència del te de roca, no viu en les fissures de les roques calcàries sinó en terrenys arsinosos o calcaris. La seva forma és similar a la del te de roca, tot i que la seva arrel és més gruixuda i carnosa.

## Farmacologia

### Part utilitzada (droga)
S'utilitza la droga trossejada en infusions o decoccions. S'utilitzen les flors, les fulles o la planta sencera. Amb una petita branca és suficient per a preparar una tassa. Les summitats florides que s'hi utilitzen han de partir-se i no ser arrancades d'arrel per tal de no fer-la malbé.

### Composició química
Els principals components són: oli essencial i principis amargs com lactones sesquiterpèniques (derivades de l'eudesmà com [(11R)-eudesm-4-en-11,12-diol;(11R)-eudesmano-5α,11,12-triol]), tanins, heteròsids i flavonoides. Ha de tenir una essència semblant a les de l'olivarda i l'olivardó.
Des d'aquest punt de vista, no conté cafeïna (o teïna), però sí una alta quantitat de tanins, substàncies molt recomanables en casos de diarrees. La seva infusió té una olor camforada i un gust amarg.

### Usos medicinals
1. Estimula les secrecions digestives
2. Fa venir la gana
3. Digestions lentes o difícils (el te de roca augmenta la producció de sucs gastrointestinals afavorint la digestió)
4. Flatulències
5. Dolor abdominal
6. Estimula la secreció biliar i la funció del fetge (el te de roca presenta compostos amargs que estimulen les papil·les gustatives, produint una alliberació de saliva i sucs gastrointestinals, donant lloc a una estimulació de la gana)
7. Té un efecte espasmolític
8. Menstruacions doloroses
9. Migranya, sobretot si es relaciona amb una digestió deficient
10. Antidiarreic

### Accions farmacològiques
Planta d'ús popular molt estès com a aperitiu, espasmolític, digestiu, anticatarral, antidiarreic, laxant (presa en dejú) i hipotensor. En aplicació tòpica es pot utilitzar com a hemostàtica, antisèptica, antifúngica i antiinflamatòria. En algunes zones es considera una Panacea .

### Toxicitat
Es considera una planta de toxicitat lleu.

### Indicacions
El te de roca destaca com un excel·lent digestiu, molt útil per a alleugerir el dolor d'estómac, facilita una còmoda digestió i evita l'acidesa, la inflor abdominal i l'aparició de gasos. En medicina popular s'ha utilitzat igualment contra el constipat i la grip i com un ajut per a baixar la tensió arterial. Tradicionalment s'ha utilitzat per al tractament de l'anorèxia no nerviosa, dispèpsies o espasmes abdominals.

### Contraindicacions
Embaràs: no s'han realitzat assajos clínics, per tant, només s'accepta en cas d'absència d'alternatives terapèutiques més segures. El te de roca popularment es considera abortiu.
Lactància: s'ignora si els components del te de roca són excretats en quantitats significatives a la llet materna. Es recomana evitar-ne l'administració durant la lactància a causa de l'absència de dades que n'avalin la seguretat.

### Virtuts medicinals
S'utilitza com a estimulant de les secrecions digestives en cas de falta de gana, digestió lenta o dificultosa, dolors abdominals i flatulències. Exerceix un efecte notable com a tònic amarg d'acció digestiva, pel que és probable que tingui un efecte estimulant sobre la secreció biliar i la funció del fetge.

### Precaucions
A dosis altes pot ser vomitiu. S'aconsella prendre el te de roca abans o després dels àpats. Les dosis diàries recomanades en adults són:
- Infusió: 3 g/150 ml/8 hores.
- Externament es pot aplicar la infusió de color allimonat i molt aromosa en forma de rentats o compreses. Generalment, amb una branca per tassa és suficient, i s'endolceix amb sucre o amb mel.
- Es pot combinar amb camamilla, marialluïsa, fonoll, anís verd, boldo, menta, poliol, milfulles, malví, julivert o taronger agre.

## Altres

### Història
Aquesta planta no la porten els tractats de farmacologia de l'Antiguitat, perquè, limitat el seu territori als països occidentals del Mediterrani, fins a la Provença, com a límit oriental, sembla que no van arribar a conèixer-la. En canvi, és una planta molt estimada des de temps immemorials en la medicina popular del nostre país com a remei digestiu. Francesc Micó, el famós metge botànic català del segle xvi, la va herboritzar a Montserrat, on abunda, i la va remetre a Jacques Dalechamps; aquest la va publicar més tard en la seva Historia generalis plantarum. Dos segles després, el 1793, Carl von Linné la va donar a conèixer amb el nom d'Erigeron glutinosum.

### Posologia
Usos populars:
- Infusions: una cullerada de postres per tassa. Tres tasses al dia, abans o després dels àpats.
- Externament: infusions aplicades en forma de rentats o compreses.

### Cultiu i recol·lecta
La Jasonia glutinosa floreix entre juny i agost segons l'altura a la qual es troba.

### Espècies relacionades
- Jasonia tuberosa (L.) DC.: més coneguda com a te de burro o herba estranya. A diferència del te de roca, no creix en les roques, sinó en terrenys argilosos. La seva forma és similar a la del te de roca, tot i que la seva arrel és més gruixuda i carnosa. Així mateix, es fa servir com a remei digestiu, tot i que la seva popularitat és menor.

### Legislació
Segons Blanco & Breaux (Europe's medicinal and aromatic plants: their use, trade and conservation, Lange 1998) es tracta d'una de les 9 espècies més utilitzades a Espanya. A falta d'altres estudis, és probable que moltes de les seves poblacions es trobin amenaçades (E. Blanco El control de l'explotació de les plantes medicinals en Espanya, Conservació Vegetal 3: 7, 1998). La seva recol·lecció està legislada en la Comunitat Valenciana per ordre de 20 de desembre de 1985 (DOGV del 2 de març de 1986), que indica que cal obtenir un permís per a la seva recollida amb finalitats comercials.